# Mark Salling

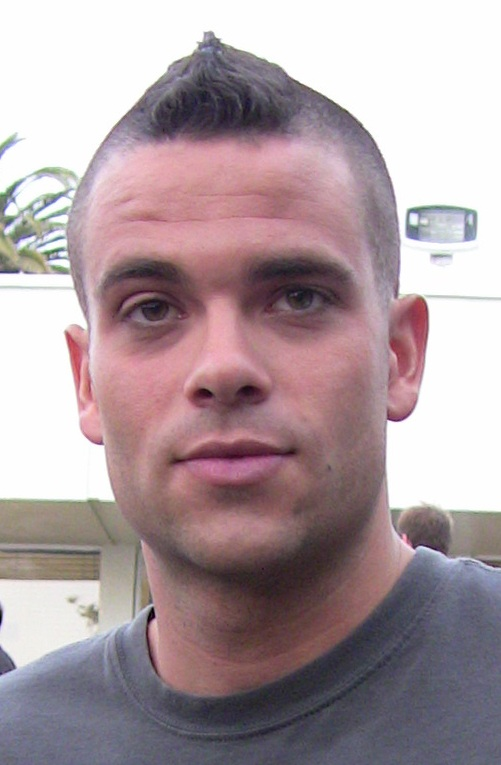
Mark Salling

Mark Wayne Salling (17. srpna 1982, Dallas, Texas – 30. ledna 2018, Los Angeles, USA) byl americký herec a muzikant. Jeho nejznámější rolí byl nejspíš Noah „Puck“ Puckerman v televizním seriálu Glee.

## Dětství
Narodil se v Dallasu v Texasu jako mladší z dvou synů školní sekretářce Condy a účetnímu Johnovi. V mladém věku byl vyučován doma a navštěvoval křesťanskou a luteránskou školu během základní školy. Chodil na Culver Military Academy, ale neabsolvoval ji. Později, v roce 2001 absolvoval střední školu Lake Highlands.
Když chodil na střední školu, byl členem školního wrestlingového týmu. Když byl teenager, rád hrál a vystupoval po barech a školních talentových soutěžích.
Bydlel v Los Angeles. Po absolvování střední školy chodil na hudební akademii Los Angeles v Pasadeně v Kalifornii a začal studovat hraní na kytaru a hru na kytaru později i vyučoval.

## Kariéra
Zpíval, psal texty a produkoval svou vlastní hudbu. Hrál na klavír, basovou kytaru a bicí. Jeho sólový projekt (pod jménem Jericho) vyšel na CD Smoke Signals, vyšlo v únoru 2008.
V Glee zpíval cover verze písniček „Sweet Caroline“ Neila Diamonda a „Only the Good Die Young“ Billyho Joela. Také zpíval duet s Amber Riley „The Lady Is a Tramp“ a měl sóla v mnoha písničkách jak třeba „Run Joey Run“, „Beth“ a „Good Vibrations“.
Během natáčení Glee vytvořil píseň a natočil video s názvem „Chillin'“, ve kterém účinkovali také herci a tvůrci ze seriálu.
Dne 6. srpna 2010 oznámil, že začne nahrávat rock-jazzové album inspirované Alice in Chains, Nine Inch Nails, Miles Davisem a Herbie Hancock. Album vyšlo pod názvem Pipe Dreams dne 25. října 2010. Zpíval, napsal a produkoval každou píseň na svém albu. První singl „Higher Power“ vyšel 10. srpna 2010.

## Obvinění z držení dětské pornografie
V prosinci 2015 byl zadržen ve svém domě v Los Angeles kvůli podezření z držení dětské pornografie. V jeho počítači bylo nalezeno cca 50 tisíc fotografií a stovky videí s mladistvými. V květnu 2016 byl oficiálně obviněn. Proces začal 30. září 2017. Salling přiznal vinu, přičemž podle dohody s prokurátorem měl být odsouzen na 4 až 7 let, následně se registrovat jako sexuální násilník a absolvovat léčebný program.

## Smrt
Dne 30. ledna 2018 bylo nalezeno jeho tělo nedaleko jeho bydliště v Los Angeles, podle sdělení jeho advokáta a úřadů spáchal sebevraždu. Jeho tělo bylo nalezeno náhodou, oběsil se u řeky. Byla nařízena pitva a v průběhu února byla oficiálně zveřejněna příčina smrti Sallinga, a to udušení kvůli nedostatku kyslíku jako následek oběšení.

## Filmografie
| Rok       | Název                      | Role                         | Poznámky                    |
| --------- | -------------------------- | ---------------------------- | --------------------------- |
| 1996      | Kukuřičné děti: Zjevení    | James Rhodes                 |                             |
| 1999      | Walker, Texas Ranger       | Billy                        | díl: „Rise To The Occasion“ |
| 2006      | The Graveyard              | Eric                         |                             |
| 2009–2015 | Glee                       | Noah „Puck“ Puckerman        | Hlavní role                 |
| 2011      | Glee: The 3D Concert Movie | Noah „Puck“ Puckerman/on sám |                             |